# Pasiphila muscosata
Pasiphila muscosata är en fjärilsart som först beskrevs av Walker 1862a.  Pasiphila muscosata ingår i släktet Pasiphila och familjen mätare. Inga underarter finns listade i Catalogue of Life.